# Regeneration (Film)
Regeneration ist ein US-amerikanisches Filmdrama aus dem Jahre 1915 unter Regie von Raoul Walsh. Es basiert auf der Autobiografie My Mamie Rose von Owen Kildare (1864–1911), einem Gangster, der sich schließlich durch die Hilfe einer guten Frau von der Kriminalität abwandte und zu einem bekannten Schriftsteller wurde. Regeneration gilt als einer der ersten Gangsterfilme.

## Handlung
Owen, Sohn irischer Eltern in New York, wächst unter harschen Umständen in Armut auf. Nach dem Tod seiner fürsorglichen Mutter wird der 10-jährige Owen von der Nachbarsfamilie Conway adoptiert. Das Ehepaar liegt allerdings ständig im Streit, der Stiefvater Jim ist ein prügelnder Alkoholiker. Um den Streitereien zu umgehen, treibt sich der eigentlich gutmütige Owen auf der Straße herum und gerät bald in den Einflussbereich krimineller Kreise. Mit 25 Jahren ist er zum Anführer einer Bande geworden, die den Großteil ihrer Zeit mit Diebstählen, Glücksspiel und Alkoholkonsum verbringt. 
Eines Abends trifft Owen in einem dieser zwielichtigen Lokale die gutherzige Marie Deering, die aus wohlhabender Familie stammt. Die befindet sich in Begleitung des Staatsanwaltes, der den kriminellen Machenschaften im Viertel endlich das Handwerk legen will und sich mit Owen einen Streit liefert. Owen verliebt sich in Marie, die von der Armut so geschockt ist, dass sie anschließend als Sozialarbeiterin zu arbeiten beginnt. Owen lernt durch die Hilfe von Marie Lesen und Schreiben. Langsam und durch Maries Unterstützung löst er sich aus seinem kriminellen Milieu. 
Als Skinny – ein Mitglied aus Owens Bande – einen Polizisten umbringt, versteckt Owen ihn, da er Skinny noch einen Gefallen schuldet. Skinny versucht jedoch Marie zu vergewaltigen. Als Owen zurückkommt und einschreitet, schießt Skinny auf ihn, trifft dabei aber Marie tödlich. Maries letzter Wunsch ist es, dass Owen nicht Rache nimmt. Skinny wird auf der Flucht getötet, während Owen den Ausstieg aus der Kriminalität schafft. Es ist zu sehen, wie er an Maries Grab betet.

## Hintergründe
Regeneration war der erste Langfilm von Hollywood-Veteranenregisseur Raoul Walsh, der bis 1964 bei fast 140 Filmen Regie führte. Das Regie-Handwerk hatte er bei David Wark Griffith, dem damals führenden Regisseur Amerikas, gelernt – bei Griffiths umstrittenen Filmklassiker Die Geburt einer Nation war Walsh Assistenzregisseur gewesen. Griffiths Handschrift ist auch im inhaltlichen Thema des Filmes sowie in den damals fortschrittlichen Filmtechniken, die eingesetzt werden, zu erkennen. Regeneration drehte Walsh in New York an den Originalschauplätzen der Handlung. Echte Prostituierte, Gangster und Obdachlose bildeten einen Teil der Statisten.

## Rezeption
Der Film war bei seiner Veröffentlichung ein Erfolg bei Kritikern und Publikum. Danach geriet er jedoch etwas in Vergessenheit und galt lange als verschollen. In den 1970er-Jahren wurde schließlich eine Kopie des Filmes wiederentdeckt. Heute gilt er als einer der „eindrucksvollsten Filme“ aus der 1910er-Filmepoche, bedeutend als einer der ersten und stilprägenden Gangsterfilme. Das Lexikon des Internationalen Films schreibt: „Nach der Autobiografie von Owen Frawley Kildare inszeniertes Stummfilm-Melodram, das als Gangsterfilm daherkommt, dramaturgisch indes eher als Sozialdrama funktioniert. Ästhetisch stark mit grafischen Licht- und Schatteneffekten spielend, ist der mit einem spektakulären Showdown endende Film ein frühes Beispiel für ambitioniertes Unterhaltungskino.“

## Auszeichnungen
Regeneration wurde im Jahre 2000 ins National Film Registry aufgenommen.